# Martigna
Martigna település Franciaországban, Jura megyében. Lakosainak száma 207 fő (2022. január 1.). Martigna Moirans-en-Montagne, Jeurre, Lect, Montcusel és Villards-d’Héria községekkel határos.

## Népesség
A település népességének változása:
| Lakosok száma | 153  | 153  | 164  | 204  | 208  | 205  | 194  | 192  | 190  | 207  |
|               | 1968 | 1982 | 1990 | 2006 | 2013 | 2015 | 2017 | 2019 | 2020 | 2022 |